# Pterostichus inermis
Pterostichus inermis är en skalbaggsart som beskrevs av Henry Clinton Fall. Pterostichus inermis ingår i släktet Pterostichus och familjen jordlöpare. Inga underarter finns listade i Catalogue of Life.